# Combat de Gorman avec un ovni
Le combat de Gorman avec un ovni (en anglais : Gorman UFO Dogfight) est un cas recensé d'observation d'un ovni qui s'est produit le 1er octobre 1948 dans le ciel de Fargo (Dakota du Nord).
Le protagoniste était George F. Gorman, un pilote de l'Air National Guard du Dakota du Nord, qui selon son témoignage, a livré un combat aérien tournoyant (dogfight) avec un ovni. En 1956, le capitaine de l'USAF Edward J. Ruppelt a écrit dans son livre à succès The Report on Unidentified Flying Objects, que le combat de Gorman était un des trois cas d'observation d'ovnis de la fin des années 1940 qui selon lui témoignaient de la réalité des ovnis.

## Circonstances
Bien qu'il ne soit alors âgé que de 25 ans, George Gorman était un chasseur aérien vétéran de la Seconde Guerre mondiale. Après la guerre il gérait une entreprise de construction et était également lieutenant dans la Garde nationale aérienne du Dakota du Nord.
Le 1er octobre 1948, il devait participer à un vol de routine avec d'autres pilotes ; il pilotait un F-51 Mustang. Lui et ses collègues atteignirent l'espace aérien au-dessus de Fargo vers 20 h 30. Ses camarades choisirent d'atterrir à Fargo mais Gorman décida de rester en l'air, en constatant les conditions favorables : absence de nuage, clarté du ciel. Vers 21 h, il survola un terrain de football, où se déroulait un match. C'est alors qu'il a aperçu un petit Piper Cub, qui volait 500 mètres au-dessous de lui.
Peu après il aperçut un autre objet à l'ouest. Il ne put distinguer le contour des ailes alors qu'il voyait parfaitement celle du Piper Cub. L'objet avait l'apparence d'une lumière clignotante. À 21 h 7, Gorman contacta la tour de contrôle de Fargo pour demander si, en dehors de lui et du Piper Cub, d'autres avions se trouvaient dans l'espace aérien. Le poste de contrôle lui répondit par la négative et contacta alors le pilote du Piper Cub, le Dr A. D. Cannon. Celui-ci et son passager répondirent qu'ils avaient vu un objet en feu à l'ouest.

## Combat aérien avec un ovni
Gorman déclara à la tour de contrôle qu'il allait essayer de suivre l'objet dans le but d'établir son identité. Il poussa son Mustang à pleine puissance (560 à 640 km/h), mais il a rapidement réalisé que l'objet allait trop vite pour le rattraper en ligne droite. Il a alors tenté de couper la trajectoire de l'objet en virant. Il a viré à droite et s'est rapproché de face à 1 500 m, de telle manière que l'objet soit éloigné d'environ 150 m de son avion. Gorman a décrit l'objet comme une simple balle de lumière d'environ 15 à 20 cm de diamètre. Plus tard il a aussi remarqué que l'objet ne clignotait plus quand sa vitesse augmentait mais qu'il devenait plus clair.
Après avoir frôlé la collision, Gorman a perdu le contact visuel avec l'objet. Quand il l'a vu à nouveau, il semblait faire un virage à 180 degrés, se rapprocher de lui et monter verticalement. Gorman a suivi l'objet par une manœuvre similaire. À une altitude de 4 300 m son F-51 était au point mort, mais l'objet était 600 m au-dessus de lui. Deux autres tentatives de raccourcir la distance ont été infructueuses. L'objet a semblé de nouveau se diriger devant lui, mais s'est arrêté avant à proximité de l'avion. À ce point, il était déjà en mouvement vers l'aéroport de Fargo, où il était observé à la jumelle depuis la tour par le contrôleur de la circulation aérienne, LD Jensen. Lui aussi, ne voyait aucune forme que ce soit autour de la lumière que dégageait l'objet. En attendant, le pilote du Piper Cub et son passager ont atterri et sont allés à la tour, pour avoir une meilleure vue de l'objet.
Gorman a suivi l'objet jusqu'à ce qu'il soit situé à environ 40 km de Fargo. À 4 300 m de hauteur, il a remarqué la lumière 900 m en dessous. Cependant, l'objet à nouveau fait une montée verticale. Gorman a essayé de poursuivre, mais a rapidement dû abandonner. Il était alors 21 h 29.

## Rapport de Gorman
Le 23 octobre 1948, Gorman a témoigné sur l'honneur. Son témoignage a été repris dans plusieurs ouvrages :
« I am convinced that there was definite thought behind its maneuvers. I am further convinced that the object was governed by the laws of inertia because its acceleration was rapid but not immediate and although it was able to turn fairly tight at considerable speed, it still followed a natural curve. When I attempted to turn with the object I blacked out temporarily due to excessive speed. I am in fairly good physical condition and I do not believe that there are many if any pilots who could withstand the turn and speed effected by the object, and remain conscious. The object was not only able to out turn and out speed my aircraft… but was able to attain a far steeper climb and was able to maintain a constant rate of climb far in excess of my aircraft. »

En français :

« Je suis convaincu qu'il y avait une intelligence derrière ces manœuvres. Je suis également convaincu que l'objet était régi par les lois de l'inertie parce que son accélération a été rapide, mais pas immédiate et même s'il était capable de tourner de façon assez serrée à une vitesse considérable, il a toujours tracé une courbe naturelle. Quand j'ai essayé de tourner avec l'objet je me suis évanoui temporairement en raison d'une vitesse excessive. Je suis en assez bonne condition physique et je ne crois pas qu'il y ait beaucoup de pilotes qui pourraient résister à la rotation et la vitesse de l'objet tout en restant conscients. L'objet était non seulement capable de tourner bien mieux et d'aller beaucoup plus vite que mon avion… mais a été en mesure d'atteindre une montée bien plus raide et a réussi à maintenir un taux constant de montée bien au-delà des capacités de mon aéronef. »

## Enquête de l'US Air Force
Quelques heures après l'observation, sont arrivés des officiers du Projet Sign pour interroger Gorman et les autres témoins. Le Projet Sign avait été fondé fin 1947 par l'US Air Force pour enquêter sur les rapports d'ovni. Les agents ont interrogé Gorman, le Dr Cannon et son passager ainsi que le personnel de la tour à Fargo. En outre, ils ont passé le P-51 Mustang de Gorman au compteur Geiger. La mesure a montré que son Mustang avait un niveau de radioactivité nettement plus important que les autres avions qui n'avaient pas volé pendant plusieurs jours ; cela a été considéré comme une preuve que Gorman avait volé dans le voisinage d'un objet à propulsion nucléaire. Les enquêteurs de l'armée de l'air n'ont pas exclu la possibilité qu'il s'agisse d'un chasseur canadien De Havilland Vampire ou d'un ballon météorologique. La première conclusion était toutefois que « quelque chose de remarquable s'était passé ».